# Zsoldos Attila
Zsoldos Attila (Budapest, 1962. június 23. –) magyar történész, középkorkutató, a Magyar Tudományos Akadémia rendes tagja. Kutatási területe az Árpád- és Anjou-kori Magyarország politika- és társadalomtörténete. 2001-től az MTA Történettudományi Intézet osztályvezetője.

## Életpályája
1981-ben kezdte meg egyetemi tanulmányait az Eötvös Loránd Tudományegyetem Bölcsészettudományi Kar Történeti Intézet történelem-levéltár szakán, ahol a speciális középkori tanulmányok kurzusait végezte. Diplomáját 1986-ban szerezte. Ezt követően az egyetem történelem segédtudományai tanszékén lett tudományos segédmunkatárs, majd 1987 és 1990 között a Tudományos Minősítő Bizottság továbbképzési ösztöndíjasa volt. 1990-ben visszatért a tanszékre, immár tanársegédként. 1994-ben átkerült az MTA Történettudományi Intézetére, ahol tudományos munkatársi beosztásban kezdett el dolgozni. 1999-től tudományos főmunkatársként, 2001-től tudományos tanácsadóként kezdett el tevékenykedni. 2001-ben a középkori osztály vezetőjévé nevezték ki, amelyet az intézet 2012-es MTA Bölcsészettudományi Kutatóközpontba való integrációja után is megtartott. Az ELTE- eközben folytatta oktatói tevékenységét és az egyetem címzetes egyetemi tanári címet adományozott neki.
1993-ban védte meg a történelemtudományok kandidátusi, 2001-ben akadémiai doktori értekezését. A Magyar Tudományos Akadémia Történettudományi Bizottságának lett tagja. 2007-től az Akadémia közgyűlésének doktori képviselője, majd 2010-ben megválasztották levelező, 2016-ban pedig rendes taggá. 2011-ben bekerült az MTA Közoktatási Elnöki Bizottságába és a Doktori Tanácsba is, valamint a Filozófiai és Történettudományi Osztály elnökhelyettesévé választották. Akadémiai tisztségein túl a Magyar Történelmi Társulat igazgatóválasztmányának tagja volt 1999 és 2007 között, majd 2011-ig a társulat alelnöke. 2000-ben a Magyar Hadtörténészék Nemzeti Bizottsága elnökségébe is bekerült. Zsoldos a folyóiratszerkesztésben is aktív szerepet tölt be: 1999-ben a Történelmi Szemle rovatvezetője, 2001-ben a História, 2002-ben a Mediaevalia Transilvanica szerkesztőségének tagja lett. Emellett a The Hungarian Historical Review, 2010 és 2011 között a Turul, valamint a Századok szerkesztőbizottságának tagja volt, utóbbinak 2004 és 2011 között szerkesztője, majd 2011-től a szerkesztőbizottság elnöke. Több mint kétszáz tudományos közlemény szerzője vagy társszerzője. Publikációit magyar, angol és a környező országok nyelvein adja közre.

## Díjai, elismerései
- Szűcs Jenő-díj (1988)
- Akadémiai Díj (2015)
- A Magyar Érdemrend tisztikeresztje (2015)
- Gróf Mikó Imre-emléklap, EME (2022)[1]

## Főbb publikációi
- A szolgabírói tisztségnév kialakulásának kérdéséhez (1988)
- A várjobbágyi birtoklás megítélésének változásai a tatárjárást követő másfél évszázadban (1990)
- A királyi várszervezet és a tatárjárás (1991)
- Az Árpádok és alattvalóik. Magyarország története 1301-ig (könyv, 1997)
- Téténytől a Hód-tóig: Az 1279 és 1282 közötti évek politikai történetének vázlata (1997)
- Visegrád vármegye és utódai (1998)
- A szent király szabadjai. Fejezetek a várjobbágyság történetéből (könyv, 1999)
- Egész Szlavónia bánja (könyvrészlet, 2001)
- Szent István és III. András (könyv, 2003)
- The Legacy of Saint Stephen (könyv, 2004)
- Az Árpádok és asszonyaik. A királynéi intézmény az Árpádok korában (könyv, 2005)
- Családi ügy. IV. Béla és István ifjabb király viszálya az 1260-as években (2007)
- Az Árpád-házi hercegek, hercegnők és a királynék okleveleinek kritikai jegyzéke (könyv, 2008)
- Magyarország világi archontológiája 1000–1301 (könyv, 2011)
- Az Árpád-ház kihalása; Kossuth, Bp., 2016 (A magyar történelem rejtélyei)
- Vitézek, ispánok, oligarchák. Tanulmányok a társadalom- és a hadtörténetírás határvidékéről; HM Hadtörténeti Intézet és Múzeum, Bp., 2016 (A Hadtörténeti Intézet és Múzeum könyvtára)
- A Druget-tartomány története, 1315–1342; MTA BTK Történettudományi Intézet, Bp., 2017 (Magyar történelmi emlékek. Értekezések)
- IV. Béla; Kossuth, Bp., 2018 (Sorsfordítók a magyar történelemben)
- Az Aranybulla királya; Városi Levéltár és Kutatóintézet, Székesfehérvár, 2022
- A 800 éves Aranybulla; Országház Kiadó, Budapest, 2022
- Aranybulla 800; szerk. Zsoldos Attila; Országház Kiadó, Budapest, 2022 (Tudományos konferenciák az Országházban)